# Palestina de Goiás
Palestina de Goiás este un oraș în Goiás (GO), Brazilia.